# Dawid Primo
Dawid Primo (Primowski) (hebr. דוד פרימו, ur. 5 maja 1946) – izraelski piłkarz grający na pozycji defensywnego pomocnika. W swojej karierze rozegrał 38 meczów w reprezentacji Izraela.

## Kariera klubowa
Swoją karierę piłkarską Primo rozpoczął w klubie Hapoel Tel Awiw. W 1964 roku awansował do kadry pierwszej drużyny i w sezonie 1963/1964 zadebiutował w niej w pierwszej lidze izraelskiej. Swój pierwszy sukces w barwach Maccabi osiągnął w sezonie 1965/1966, gdy wywalczył z nim mistrzostwo Izraela. Latem 1966 zdobył z nim Superpuchar Izraela. W latach 1967–1968 występował w Stanach Zjednoczonych, w Baltimore Bays. W 1969 roku wrócił do Hapoelu. W 1970 roku zdobył z nim superpuchar, a w 1972 roku – Puchar Izraela.
W 1975 roku Primo ponownie grał w Stanach Zjednoczonych, tym razem w New York Cosmos. W sezonie 1976/1977 był zawodnikiem Hapoelu Ramat Gan, w którym zakończył swoją karierę.

## Kariera reprezentacyjna
W reprezentacji Izraela Primo zadebiutował 17 marca 1964 roku w przegranym 0:2 meczu eliminacji do Igrzysk Olimpijskich 1964 z Wietnamem Południowym, rozegranym w Ramat Gan. W tym samym roku wystąpił w trzech meczach Pucharu Azji 1964: z Hongkongiem (1:0), z Indiami (2:0) i z Koreą Południową (2:1), a Izrael zdobył ten puchar.
W 1970 roku Primo zagrał w trzech meczach Mistrzostw Świata w Meksyku: z Urugwajem (0:2), ze Szwecją (1:1) i z Włochami (0:0).
Od 1964 do 1976 roku Primo rozegrał w kadrze narodowej 38 meczów.